# Reederei Sauber Gebr.

Kontorflaggen der Fa. Sauber Gebr. (bis 1871 und seit 1872)

Die Reederei und Kohlenfirma Sauber Gebr. wurde am 6. Juli 1839 in Hamburg von den Brüdern Johann Sauber (* 1810; † 1878) und Carl Sauber (* 1813; † 1849) gegründet. Sie bestand bis Anfang 1960.

## Firmengeschichte

### 1839 bis 1870

Gründer Johann Caspar Julius Sauber

Bark Andreas und Schlepper Pilot vor dem Kohlelager Steinwärder, 1852. Der Segler ging 1853 in Westindien verloren. Er trug die alte Reedereiflagge.

Dampfer John Sauber im Hamburger Hafen, 1872. Verschollen in der Nordsee 1874. Das erste Schiff, das die neue Reedereiflagge hisste.

Die Firma Sauber Gebr. befasste sich zunächst ausschließlich mit der Einfuhr und dem Vertrieb englischer Steinkohle. Durch die florierende Entwicklung des Kohlengeschäftes angeregt, beschloss die Firma eigene Schiffe in Dienst zu stellen. So wurde 1845 die Galiote Rebecca und Johanna, ein Schiff von 157 BRT und rund 314 t Tragfähigkeit angekauft, das bis 1852 im Besitz der Firma blieb. Im Laufe der nächsten Jahre wurden weitere Segelschiffe von der Reederei in Fahrt gesetzt, die alle in der Kohlenfahrt von England Verwendung fanden. Dazu gehörte auch die Galiote Steinwärder. Bei ihrem Untergang kam Carl Sauber 1849 ums Leben. Der Tod des Bruders und der Verlust des Schiffes waren ein schwerer Schicksalsschlag für Johann Sauber.

### 1871 bis 1913
Die in Deutschland und besonders in Hamburg schwierigen wirtschaftlichen Bedingungen zwangen die Firma, den Reedereibetrieb einige Jahre hindurch einzustellen. Erst 1871 wurde ein neues Schiff, diesmal ein Dampfer, auf einer Hamburger Werft in Bau gegeben. Der Dampfer John Sauber, ein Schiff von 1070 t Tragfähigkeit, lief 1872 zur ersten Reise nach England aus. Er blieb 1874 auf einer Reise von Sunderland heimkehrend in der Nordsee verschollen. 1875 folgte ihm ein weiterer Dampfer, der den Namen Hermann Sauber erhalten hatte und bereits 1800 t Tragfähigkeit aufwies. Er ging nach sechsjähriger Dienstzeit verloren und ist verschollen.

Schiffswerft Heinrich Brandenburg auf Steinwärder um 1880

Schiffswerft Heinrich Brandenburg auf Steinwärder um 1912

Dampfer Emma Sauber, gebaut 1922

Trotzdem war die Anschaffung der Dampfer ein großer wirtschaftlicher Erfolg, der es ermöglichte, sich am Hamburger Schiffbau zu beteiligen. 1873 wurde die Firma Sauber Gebr. Teilhaberin der Schiffswerft Heinrich Brandenburg, die schon seit 1845 auf Steinwärder existierte. Mit dem Saubererschen Kapital wurde die Werft erheblich ausgebaut. Die kaufmännische Leitung ging in die Hände der Reederei Sauber über, die zu 50 Prozent an der Werft beteiligt war. Nun konnte Johann Sauber noch erleben, dass die von ihm und seinem Sohn Hermann geleitete Werft einen glänzenden Aufschwung nahm. Heinrich Brandenburg baute Schuten und Schlepper und reparierte die Seedampfer der Reederei Sauber Gebr. Die Produktpalette reichte von Arbeitsschiff bis Zolldampfer. Heinrich Brandenburg reparierte und baute: Arbeitsschiffe für die HADAG, Dampfbarkassen, Dampfschlepper, Feuerschiffe, Fischdampfer, Getreideheber, Kohlenheber, Personendampfer, Schuten, Seeschiffe, Wasserschutzdampfer und Zolldampfer. Heinrich Brandenburg war auch eine bedeutende Maschinenfabrik und Kesselschmiede. Zuletzt hatte die Werft 450 bis 600 Arbeiter und Angestellte, zu Spitzenzeiten bis etwa 900.
In seinen letzten Lebensjahren verlegte Johann Sauber seine Privatwohnung aus der Albertstraße nach der Uhlenhorst an den Langen Zug. Hier starb er siebenundsiebzigjährig im Januar 1878, nachdem er fast 40 Jahre die von ihm gegründete Firma geführt hatte. Er hatte erreicht was er angestrebt hatte: Reederei, Kohlenhandel und die halbe Partnerschaft an einer bedeutenden Schiffswerft. Johann Sauber hinterließ seinem einzigen ihn überlebenden Sohn Hermann Carl Sauber, der damals 35 Jahre alt war, ein vielseitiges und wohlfundiertes Unternehmen, das dieser erfolgreich weiterführte. Der 1840 erstgeborene Sohn John Sauber war 1863 in die USA ausgewandert und blieb dort verschollen.
Nachdem 1881 die Hermann Sauber verloren gegangen war, gab die Firma 1883 die Emma Sauber bei der Reiherstiegwerft in Auftrag. 1888 folgte die Helene Sauber von der Flensburger Schiffsbau-Gesellschaft. Emma Sauber und Helene Sauber waren außerordentlich glückliche Schiffe. 1896 gelang es Emma Sauber 55 Fahrten von Hamburg nach Sunderland und zurück zu machen. Die Zeiten hatten sich geändert. 1852 war es eine besondere Leistung des Seglers Rebecca und Johanna gewesen, dass er die gleiche Strecke in einem Jahr siebenmal zurückgelegt hatte. Nicht Matrosen, sondern Schauerleute konnten jetzt in zehn Stunden die Ladung löschen. Die Helene Sauber, die auch mehrere Reisen nach Westafrika machte, fuhr zehn Jahre ohne jede Kollision unter Kapitän Kruse. Nachdem diese beiden Schiffe mehr als 20 Jahre für die Reederei gefahren waren, wurden sie verkauft. 1906 besaßen Sauber Gebr. bereits vier Dampfer, mit denen rund 342.000 t Kohlen eingeführt wurden, eine Menge, die 1913 auf 696.000 t anstieg.
Im damals noch ländlichen Wandsbek hatte Hermann Sauber 1882 Besitz erworben. Hier lebte er mit seiner Frau Emma Johanna, geb. Bösch.
Das Paar hatte acht Kinder: Herman, Helene, Gertrud, Else, Martha, Hedwig, Anna und Emma. Gertrud Sauber heiratete 1895 den wohlhabenden Hamburger Kaufmann und Kunstsammler Henry B. Simms. Auch Else heiratet einen Hamburger Unternehmer: Albert Kaumann. Helene heiratete 1896 Konrad Engel, einen Kommanditisten der Werft Heinrich Brandenburg. Anna Hariett heiratete Eduard Kannengiesser, den Senatspräsidenten am Hanseatischen Oberlandesgericht Hamburg. Martha blieb unverheiratet. Hedwig heiratete Waldemar von Holten und Emma  heiratete in die Familie Gädeke ein.

Emma Sauber, geb. Bösch

Ende 1894 erlag Hermann Sauber erst 50-jährig einer schweren Krankheit. Nach seinem Tod 1894 wurde seine Witwe Emma Sauber alleinige Inhaberin der Firma Sauber Gebr., da der einzige Sohn Herman Johann Matthias erst 12 Jahre alt war. Unter ihrer Leitung entwickelte sich die Firma in den folgenden Jahren äußerst erfolgreich. Die Werft Heinrich Brandenburg war 1897 in eine Kommanditgesellschaft umgewandelt worden, in der Emma Sauber als Kommanditistin verblieb. Emma Sauber war eine großzügige Mäzenatin der Hamburgischen Wissenschaftlichen Stiftung. 1903 wurde auch ihr Sohn Herman persönlich haftender Gesellschafter der Werft. 1913 wurde Herman Sauber Hamburger Handelsrichter.
Zuletzt beschäftigte die Werft 450 bis 600 Arbeiter und Angestellte. Größere Investitionen wurden nötig, um sie gründlich zu modernisieren. Heinrich Brandenburg und die Gesellschafter Sauber Gebr. brachten das erforderliche Kapital aber nicht auf. Heinrich Brandenburg wurde 1912 an die Reiherstiegwerft verkauft, nachdem sich langwierige Fusionsverhandlungen mit der benachbarten Stülckenwerft zerschlagen hatten.

### 1914 bis 1938
Während des Ersten Weltkriegs kam das Geschäft der Firma zum Erliegen und konnte in den ersten Nachkriegsjahren nur schwer wieder in Gang gebracht werden. Wegen des allgemeinen Brennstoffmangels beutete die Firma ein Torfmoor in der Nähe von Lübeck aus; einer der Kapitäne übernahm die Leitung. Selbst mit der Rodung von Baumstümpfen befasste sich die Firma in dieser schwierigen Zeit. Erst 1920 konnte wieder die erste Ladung Kohle zur Verschiffung nach Hamburg in Holland gekauft werden. Diese Kohlen waren als amerikanisch deklariert, entpuppten sich aber als deutsche Reparationskohle, die in Rotterdam in großen Mengen angeboten wurde, während in Hamburg Brennstoffmangel herrschte. Der Dampfer Emma Sauber lag 1920 schwer havariert an der norwegischen Küste. Er wurde repariert und in Herbert Sauber umbenannt. Im Jahr darauf folgte der auf der Deutschen Werft neu erbaute Dampfer Emma Sauber. Eine ganze Reihe von Schiffen konnte die Firma dann in der Folgezeit wieder in Dienst stellen. 1922 zog sich Emma Sauber aus dem Geschäftsleben zurück. Ihr Sohn Herman Johann Matthias Sauber übernahm die Leitung und wurde nach Emma Saubers Tod 1928 Alleininhaber der Firma.
1933 wurde die Firma Sauber & Co. gegründet, die alleinige Besitzerin der Seedampfer wurde. Kohlenlager, Schlepper- und Schutenflotte blieben im Besitz von Sauber Gebr. Die Neugründung erfolgte aus Gründen der Kapitalverteilung. In beiden Firmen war Herman J. M. Sauber der persönlich haftende Gesellschafter. 1936 und 1938 traten seine beiden Söhne, Robert C. F. Sauber und John A. Sauber in die Firmen ein.

### 1939 bis 1960
1939 wurde das 100-jährige Firmenjubiläum gefeiert. Herman Sauber gab aus diesem Anlass eine Firmenchronik heraus. Der 6. Juli 1939 war der Höhepunkt der Firmengeschichte. Im Elbkurhaus Blankenese wurde in großem Rahmen gefeiert. Am Vorabend fand im Haus Sauber in der Lichtwarkstraße ein Festessen für Freunde und englische Geschäftspartner statt.
Als am 1. September der Zweite Weltkrieg ausbrach, hatte Herman Sauber seine vier Seeschiffe so disponiert, dass alle in Hamburg in Sicherheit waren. Die Dampfer Emma Sauber, Robert Sauber, Herman Sauber und Emily Sauber blieben bis Kriegsende ohne größere Schäden. Infolge der Potsdamer Beschlüsse musste allerdings die gesamte Flotte an die Alliierten abgeliefert werden. So stand die Firma am Ende des Krieges ohne Schiffe da. Ihr großes Kohlelager und der Gebäudebesitz waren zerstört. Zwei Drittel der Schuten waren vernichtet und der Kohlenhandel fast ganz zum Erliegen gekommen. In der Zeit zwischen der Kapitulation im Mai 1945 und der Währungsreform im Juni 1948 gab es nicht viel zu tun für die Firmen Sauber Gebr. und Sauber & Co.
Nach Einführung der Deutschen Mark besserte sich schlagartig die Versorgungslage in Deutschland. Die ersten mit englischer Kohle beladenen Dampfer erreichten den Hamburger Hafen. Somit konnten Sauber Gebr. ihr Importgeschäft von englischer Kohle wiederaufnehmen. Herman Sauber ließ im Geschäftshaus Ballindamm 26, wo die Firma jahrzehntelang ansässig gewesen war, das zerstörte Stockwerk auf eigene Kosten ausbauen. Hier arbeitete ab 1949 neben dem Seniorchef, den Prokuristen und den Angestellten der älteste Sohn, der Juniorchef Robert Sauber, der gesund aus dem Krieg heimgekehrt war. Albert Sauber, der zweite Sohn, war schwer verwundet worden. Der jüngste Sohn, Herbert Sauber, war 1944 an seinen schweren Kriegsverletzungen im Lazarett von Flensburg gestorben.
Der 1949 gehobene und 1950 wieder in Fahrt gesetzte Dampfer Emma Sauber erfüllte die in ihn gesetzten Hoffnungen. Er stärkte die Kapitalbildung der Firma. 1951 konnte der Neubau Herman Sauber in Dienst gestellt werden. Mit den beiden Schiffen konnte die Hälfte der Vorkriegstonnage erreicht werden. Das Kohlenlager am Osterbekkanal wurde enttrümmert und die für den Platzhandel erforderlichen Bauten errichtet. Die Firma konnte neben den Bankguthaben u. a. folgende Werte feststellen: 2 Seedampfer, 2 Hafenschlepper, 24 Schuten, 3 Häuser, Kontor-Etage Ballindamm 26. Als Fortsetzung der Jubiläumsschrift von 1939 erschien Ende 1951 der zweite Band der Firmengeschichte. Im September 1952 wurde Herman Sauber 70 Jahre alt. Das Tagesgeschäft übertrug er mehr und mehr dem Juniorchef Robert Sauber.
Als der Kohlehandel an Bedeutung verlor, weil die Kohle vom Heizöl verdrängt wurde, kam letztlich das Aus. Anfang der 1960er Jahre ging die Firma Sauber Gebr. in Konkurs.

## Schiffsunglücke
Von Anfang an erlitt die Reederei Sauber Gebr. schwere Verluste durch die Gefahren auf See:
- Die Galiote Steinwärder war drei Jahre in der Kohlenfahrt nach England gesegelt. Sie besaß so gute Segeleigenschaften, dass man ihr eine Fahrt über den Atlantik zutraute. 1848 war in Kalifornien das Goldfieber ausgebrochen. Ein Kaufmann, der ein Schiff, beladen mit den lebensnotwendigsten Dingen, nach San Francisco bringen konnte, war ein gemachter Mann. Im Frühling 1849 wurde die Steinwärder befrachtet. Carl Sauber selbst, der jüngere der beiden Reeder, schiffte sich mit ein. Die Mannschaft war auf neun Mann erhöht, da es ja galt Kap Horn zu runden. Am 25. März geriet der Segler in einen schweren Sturm, der sie auf die Sandbänke vor Essex warf. Die gesamte Besatzung und die drei Passagiere kamen ums Leben.
- Die Bark Andreas verließ am 6. Juli 1852 mit einer fünfzehnköpfigen Besatzung den Hamburger Hafen in Richtung Übersee. Im Dezember starben in Westindien innerhalb von Tagen Zimmermann, Koch und zwei Matrosen an Gelbfieber. Auf der Rückreise von Honduras havarierte das Schiff. Die Besatzung wurde gerettet, das Wrack verkauft.
- Der Dampfer John Sauber war drei Jahre lang als Kohlenfrachtschiff zwischen England und Hamburg gefahren. 1874 blieb er auf einer Reise von Sunderland heimkehrend in der Nordsee verschollen.
- Der Dampfer Hermann Sauber ging nach sechsjähriger Dienstzeit 1881 verloren.
- Der 1876 gebaute Dampfer Betty Sauber lief 1891 auf der Fahrt von Grimsby nach Hamburg mit 1200 Tonnen Kohle im Nebel bei Helgoland auf Grund und sank. Das stark zerstörte Wrack wurde 2022 zufällig entdeckt.[6]
- Der 1908 in Dienst gestellte Dampfer John Sauber ging 1916 aufgrund von Kriegseinwirkungen bei Memel verloren.
- Der Dampfer Herbert Sauber sank am 3. November 1922 auf dem Weg von Seaham nach Hamburg auf der Doggerbank. 25 Besatzungsmitglieder kamen ums Leben, ein Mann wurde gerettet.
- Der Dampfer Herman Sauber ging ebenfalls 1922 verloren. Nordwestlich von Helgoland, nahe der Heulboje Sellbrunnen ging das Schiff in einer Orkannacht im November über die Klippen. Von der Besatzung konnte niemand gerettet werden.

## Segelschiffe der Reederei
- Galiote Rebecca und Johanna, gekauft 1845, sie hatte ihren Namen nach den Ehefrauen der beiden Eigner, verkauft 1852.
- Galeasse Christine Marie, gekauft 1846, verkauft 1852 an Schiffbauer J. H. Cors.
- Galiote Steinwärder, gekauft 1846, untergegangen am 25. März 1849 an der Küste von Essex.
- Bark Andreas, gekauft 1852, havariert 1853 in den westindischen Gewässern, als Wrack verkauft.

## Seedampfer der Reederei
- Dampfer John Sauber, gebaut 1871 auf der Reiherstieg Schiffswerfte & Kesselschmiede bei Hamburg, verschollen in der Nordsee 1874.
- Dampfer Hermann Sauber, gebaut 1875 bei der Reiherstieg Schiffswerfte & Kesselschmiede bei Hamburg, verschollen 1881.
- Dampfer Betty Sauber, gebaut 1876 bei der Reiherstieg Schiffswerfte & Kesselschmiede bei Hamburg, Totalverlust bei Helgoland 1894.
- Dampfer Emma Sauber, gebaut 1883 bei der Reiherstieg Schiffswerfte & Maschinenfabrik AG bei Hamburg, verkauft 1908.
- Dampfer Helene Sauber, gebaut 1888 bei der Flensburger Schiffsbau-Gesellschaft, in Flensburg, verkauft 1909.
- Dampfer Martha Sauber, gebaut 1897 bei S. P. Austin & Sun in Sunderland, verkauft 1909.
- Dampfer Herman Sauber, gebaut 1904 bei Henry Koch in Lübeck, verkauft 1912.
- Dampfer John Sauber, gebaut 1908 bei Henry Koch in Lübeck, Totalverlust im Ersten Weltkrieg bei Memel 1916.
- Dampfer Herbert Sauber, ex Emma Sauber, ex Pallione, gekauft 1909 (gebaut bei William Oxford & Sons in Sunderland), Totalverlust auf der Doggerbank 1922.
- Dampfer Herman Sauber, gebaut 1912 bei William Oxford & Sons in Sunderland, Totalverlust bei Helgoland 1922.
- Dampfer Robert Sauber, ex Lotte, ex Ibis, gekauft 1920 oder 1921 (gebaut bei Howaldtswerke in Kiel 1920), verkauft 1922 oder 1924, 1939 als Ibis von der Kriegsmarine requiriert, 1954 abgewrackt.[7]
- Dampfer Albert Sauber, gekauft 1921 (gebaut bei Howaldtswerke in Kiel 1920), verkauft 1923.
- Dampfer Emma Sauber, gebaut 1922 bei der Deutschen Werft in Hamburg, versenkt Januar 1945 durch Luftangriff im Hamburger Hafen, nach dem Kriege gehoben und wieder in Dienst gestellt.
- Dampfer John Sauber, ex Monkstone Light, ex Mecklenburg, gekauft 1922 (gebaut beim Stettiner Vulkan 1910), abgewrackt 1932.
- Dampfer Albert Sauber, ex Targis, gekauft 1923 (gebaut bei Duijvendijk in Lekkerkerk, Provinz Süd-Holland 1921), verkauft 1925.
- Dampfer Robert Sauber, ex Rotherhill, gekauft 1925 (gebaut bei Richardson & Co. in Stockton on Tees 1910), wurde nach 1945 an England übergeben.[8]
- Dampfer Hermann Sauber, gebaut 1936 bei der Flensburger Schiffsbau-Gesellschaft, in Flensburg, 1941 von der Kriegsmarine zum Umbau übernommen und als Netzleger ausgerüstet und bewaffnet, eingesetzt bei der Netzsperrflottille Nord in Norwegen, fuhr nach 1945 unter russischer Flagge.[9]
- Dampfer Emily Sauber, gebaut 1939 bei der Flensburger Schiffsbau-Gesellschaft, versenkt am 28. April 1945 durch Luftangriff vor der Halbinsel Hela/Danziger Bucht.